# Linisa hertleini
Linisa hertleini is een slakkensoort uit de familie van de Polygyridae. De wetenschappelijke naam van de soort werd voor het eerst geldig gepubliceerd in 1961 door Haas.